# Monitorización ambiental

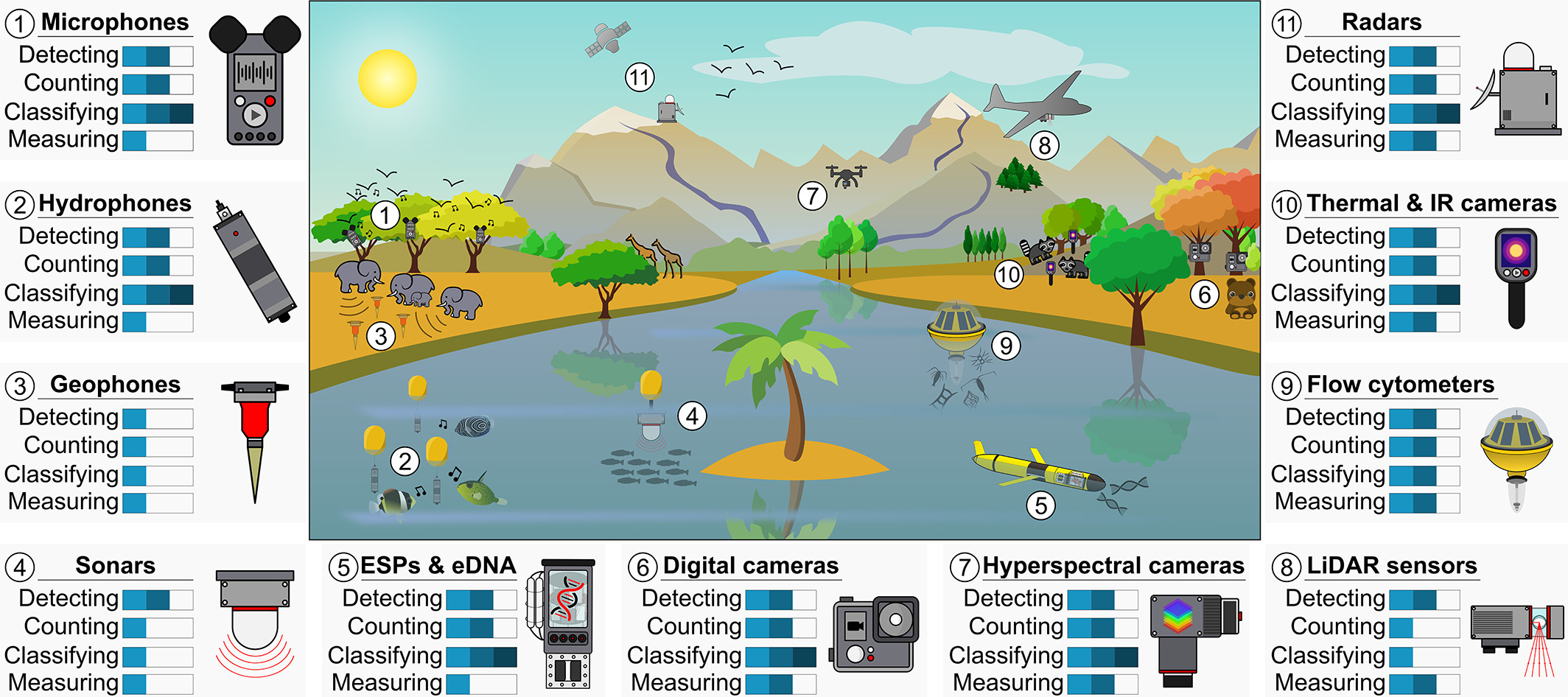
Tipos de instrumentos automáticos para monitorear comunidades ecológicas de forma no invasiva y remota

En la Evaluación de Impacto Ambiental, la monitorización consiste en la recogida de datos ambientales y de la actividad, ya sean anteriores (Monitorización de la situación inicial), o posteriores a la implementación de la actividad (monitoreo de conformidad y de impactos).
En la toxicología, el seguimiento ambiental es la evaluación a la exposición externa de los trabajadores a agentes xenobióticos. La Organización de las Naciones Unidas para la Seguridad y la Salud (OSHA) y el Instituto Nacional para la Seguridad de la Seguridad y la Salud (NIOSH) la definieron como una actividad sistemática, continua o repetitiva, relacionada con la salud y desarrollada para implantar medidas correctivas siempre que sean necesarias.